# (1221) Amor
(1221) Amor es un asteroide perteneciente a los asteroides Amor descubierto por Eugène Joseph Delporte el 12 de marzo de 1932 desde el Real Observatorio de Bélgica, Uccle.

## Designación y nombre
Amor recibió inicialmente la designación de 1932 EA1.
Más adelante se nombró por Amor, un dios de la mitología romana.

## Características orbitales
Amor orbita a una distancia media del Sol de 1,919 ua, pudiendo alejarse hasta 2,755 ua. Tiene una inclinación orbital de 11,88° y una excentricidad de 0,4353. Emplea 971,2 días en completar una órbita alrededor del Sol. Es miembro del grupo Amor, al que da nombre, caracterizado por tener un perihelio inferior a 1,3 ua, pero no cruzar la órbita de la Tierra.